# Красавін Ігор Юрійович
Ігор Ю́рійович Краса́він (рос. И́горь Ю́рьевич Краса́вин; 16 квітня 1971, Мінськ — 7 серпня 2009, Мінськ) — білоруський актор.

## Біографія
Народився та виріс у Мінську. Ніколи не намагався стати актором, але потрапив в кіно випадково.
В 1989 році, коли він навчався в 10 класі, в мінському метро на нього звернув увагу режисер Леонід Нечаєв, що шукав актора на головну роль в своїй новій казці-мюзиклі «Не залишай». Юнака з зовнішністю та статурою казкового принца режисер затвердив на роль без проб. Після виходу фільму Красавін став популярним. Він отримав багато пропозицій зніматися, але всі відкинув, мотивуючи це тим, що він не має відповідних здібностей.
В 1994 році закінчив Білоруський політехнічний інститут. Жив у Мінську, працював в будівельній компанії. З пресою не спілкувався.
7 серпня 2009 року помер в Мінську після перенесеної операції по видаленню аневризми головного мозку.

## Фільмографія
1989 «Не залишай…» — принц Патрік